# NL Industries
A NL Industries Inc., anteriormente conhecida como National Lead Company (do ramo bélico), é hoje em dia, uma empresa líder do setor de fundição com sede em Houston, Texas. 
A "National Lead Company" era uma das 12 ações originais incluídos no "Dow Jones Industrial Average" na época de sua criação em 26 de maio de 1896.

## Histórico
A NL Industries começou a operar na Filadélfia em 1772. O nome "National Lead Company" foi usado desde 1891 após uma série de fusões. A "National Lead" mudou seu nome para NL Industries em 1971.

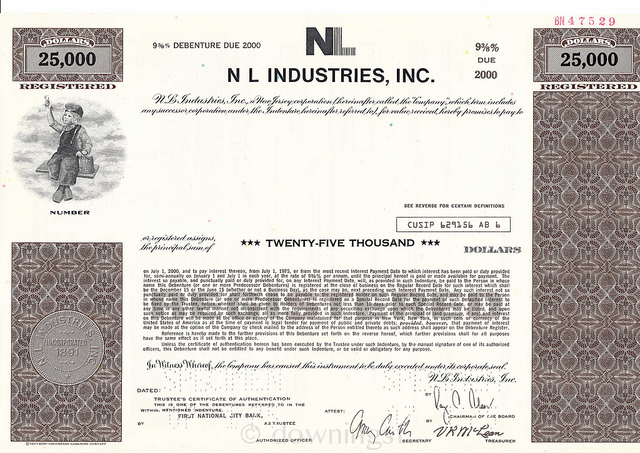
Um certificado de ações da NL Industries Inc..

## CompX International

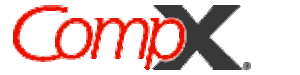
Logo da CompX International.

A CompX International Inc. é um dos maiores fabricantes de produtos de segurança e componentes marítimos recreativos do mundo. Localizada em Dallas, Texas, a CompX International Inc. também é uma subsidiária da NL Industries, Inc. A atividade da empresa divide-se em três segmentos: Produtos de Segurança, Componentes para Móveis e Componentes Marítimos. Seus produtos são projetados para atender às aplicações de ponta. A CompX International Inc. oferece seus produtos por meio de fabricantes e distribuidores de equipamentos originais.